# Eden-Hypothese nach David Rohl
Die Eden-Hypothese nach David Rohl bezeichnet den Versuch des britischen Ägyptologen David Rohl (* 1950), den biblischen Garten Eden zu lokalisieren. Dazu verbindet er verschiedene Elemente aus der Urgeschichte im Buch Genesis mit Vorgängen am Übergang von der Alt- zur Jungsteinzeit und folgt den geographischen Angaben in Genesis 2 und anderen altorientalischen Schriften. Rohl hält den Garten Eden für einen historisch realen Ort. Seine Überlegungen verlaufen im Wesentlichen auf zwei Bahnen:
1. Kulturhistorische Einordnung: Die biblischen Erzählungen werden als Ausdruck bzw. Reflexionen der kulturellen Entwicklung eines Volkes verstanden, in dem die Erzählmotive entwickelt und überliefert wurden. Die Sumerer sollen jene historisch fassbare Kultur gewesen sein.
2. Lokalisierung: Mithilfe biblischer und altorientalischer geografischer Hinweise werden im Ausschlussverfahren die Möglichkeiten durchgespielt. Der Garten Eden soll in der Ebene von Täbris im Norden des Iran gelegen haben.
Der Garten Eden gilt im Judentum, Christentum und Islam als der Ort des paradiesischen Urzustands vor dem Sündenfall, das heißt vor dem Eintritt der Menschheit in das von Leid und Tod gekennzeichnete Weltgeschehen. Seine Bedeutung und seine Historizität werden unterschiedlich interpretiert.
Rohl veröffentlichte seine These 1998 im Buch Legend: The Genesis of Civilisation. Sie stellt einen der möglichen Versuche dar, den Garten Eden geographisch und historisch einzubetten. Die Hypothese Rohls wurde auf verschiedenen Ebenen kritisiert.

## Deutung der Vertreibung aus Eden
Nach der biblischen Paradieserzählung vertrieb Gott den Menschen nach dem Sündenfall aus dem Garten Eden: Und Jahwe Elohim schickte ihn aus dem Garten Eden hinaus, den Erdboden zu bebauen, von dem er genommen war. (Genesis 3,17–19, 23 )
Rohl deutet diese Vertreibung als mythologisierende Nacherzählung des Übertritts vom Epipaläolithikum zur Jungsteinzeit. Diese Deutung ist nicht neu, sondern entspricht der verbreiteten historischen Deutung der Eden-Erzählungen. Er bringt sie jedoch mit der Neolithisierung der Sumerer in Verbindung.
Allerdings treten Kulturen, die als Vorfahren der bronzezeitlichen Sumerer in Frage kommen könnten, erst mit der Samarra-Kultur im 7. Jahrtausend v. Chr. oder der darauf folgenden Obed-Kultur im frühen 6. Jahrtausend v. Chr. in Erscheinung. Zu jener Zeit hatten sich an anderer Stelle im Alten Orient bereits seit dreitausend Jahren neolithische Kulturen etabliert.

## Lokalisierung der Region des Garten Eden

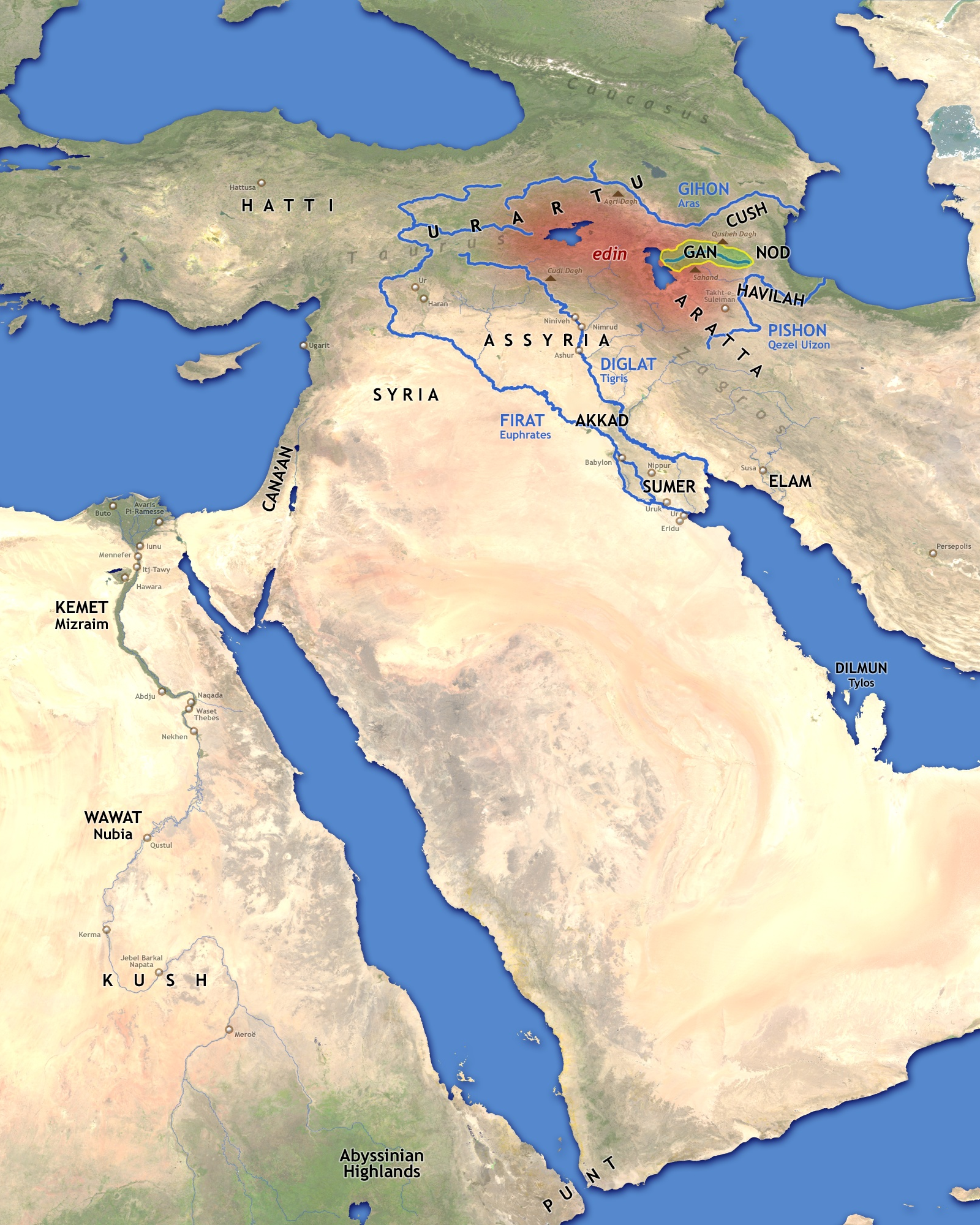
Mesopotamien und umliegende Gebiete nach Rohl

Als Garten Eden wird das Gebiet von Täbris, der Hauptstadt der iranischen Provinz Ost-Aserbaidschan, und die Ebene westlich der Stadt ausgewiesen. Im Westen begrenzt der Urmiasee die Ebene. Der Garten Eden wird als Teil des alten Reiches Aratta interpretiert, das zumindest die Hochebene bei Täbris und das Land Hawila umfasst haben müsste.
„Und ein Strom geht von Eden aus, den Garten zu bewässern; und von dort aus teilt er sich und wird zu vier Häuptern. Der Name des ersten ist Pischon; der fließt um das ganze Land Hawila, wo das Gold ist; und das Gold dieses Landes ist gut; dort gibt es Bedolach-Harz und den Schoham-Stein. Und der Name des zweiten Flusses ist Gihon; der fließt um das ganze Land Kusch. Und der Name des dritten Flusses ist Hiddekel; der fließt gegenüber von Assur. Und der vierte Fluss, das ist der Perat.“ (Gen 2,10–14 )
In den vier Häuptern (hebräisch roschim (Gen 2,10 )) liest Rohl vier Quellen. Denn Häupter kann auch mit Anfänge übersetzt, die vier Häupter könnten also als vier Fluss-Anfänge, sprich als vier Quellen gedeutet werden. Eden müsste sich demnach dort befinden, wo die Flüsse Pischon, Gihon, Hiddekel und Perat entspringen. Rohl identifiziert die Flüsse von Eden folgendermaßen:
- Pischon: Der Fluss „Qizil Uzan“ („Roter langer [Fluss]“, der Oberlauf des Sefid Rud). Wenn ein Wort, das mit U beginnt, in eine semitische Sprache gelangt, kann aus dem U ein P werden. Beispielsweise wird die archäologischen Fundstätte mit dem iranischen Namen ‚Uschteri‘ im Arabischen ‚Pisdeli‘ genannt. Der hebräische Name Pischon leitete sich also vom altiranischen „Uzan“ ab. Darüber hinaus wird in dem Fluss noch heute Gold gefunden (vgl. Gen 2,11–12 ELB).
- Gihon: Der Fluss Aras. Noch im 7. Jahrhundert war der Aras unter dem Namen Gihun geläufig. Zudem heißt ein Berg in der Nähe Kuscha-Dagh (Berg von Kusch). Das lässt darauf schließen, dass die Region am Fluss Aras einst unter dem Namen Kusch bekannt war.
- Hiddekel: Nahe bei Assur floss der Tigris.
- Perat: Der hebräische Name für den Euphrat.

Ursprungsfluss in Eden: Im Altertum könnte der Urmiasee als Quelle der vier Flüsse vermutet worden sein. Immerhin bedeutet der Name Urmia im Altsyrischen in etwa Wiege des Wassers. Zudem mündet der Meidan Chay (Adji Chay), der kleine Fluss, der nach Ansicht von Rohl durch den Garten von Eden floss, in diesen See.
Die Regionen unmittelbar östlich der Ebene von Täbris heißen Oberes Nochdi und Unteres Nochdi. Nochdi kann aus dem Iranischen übersetzt werden mit „bei Noch“. Rohl bringt dieses Wort in Beziehung zum biblischen Nod: „So ging Kain weg vom Angesicht des Jahwe und wohnte im Land Nod, östlich von Eden.“ (Gen 4,16 )
Rohl geht davon aus, dass die biblische Geschichte der Vertreibung aus dem Garten Eden auf Nacherzählungen von mesopotamischen Mythen beruht, ähnlich wie die Sintflut-Geschichte schon im Gilgamesch-Epos, im Atraḫasis-Epos und im Etana-Mythos vorkommt. Er zieht deshalb eine sumerische Herkunft des Mythos von der Vertreibung aus dem Paradies in Betracht und folgt der überlieferten Herkunft der Sumerer aus einem Bergland Aratta. Dessen Lage versucht er anhand zweier Berichte zu lokalisieren, die einen Weg von Susa durch sieben Tore, wobei Pässe oder Schluchten gemeint seien, nach Aratta beschreiben. Der erste ist die frühsumerische Dichtung Enmerkar und der Herr von Aratta, vervollständigt durch den Bericht eines Feldzugs Sargons II. nach Urartu. Über Saqqez (im Altertum Surrikasch) erreiche man nach Passieren der „sieben Tore“ aus dem Gebiet Nochdi im Osten kommend die Ebene von Täbris, wobei Ebene auf sumerisch Edin oder Eden (‚Steppe‘ oder ‚außerhalb des bewirtschafteten Landes‘) bedeute.

## Kritik
Rohls Hypothese wird von der akademischen Welt weitgehend ignoriert. Zuletzt wurde sie in einem Sonderheft des deutschsprachigen National Geographic erwähnt, das vom Theologen und biblischen Archäologen Wolfgang Zwickel wissenschaftlich beraten wurde. Dort wird sie als eine unter mehreren vorstellbaren Verortungen angegeben. Andere Möglichkeiten wären versunkene Inseln in der Straße von Hormus oder aber der nördliche Abschnitt des Fruchtbaren Halbmonds, was von Zwickel selbst favorisiert wird.
Weiter lässt David Rohl außer Acht, dass die Sumerer auch eine bestimmte Landschaft kannten, die sie Gu-an Eden nannten – ein Name, der sehr an das hebräische Gan Eden (Garten Eden) erinnert. Diese Landschaft lag jedoch nicht am Urmiasee, sondern am Rande Südmesopotamiens (siehe Eden (Mesopotamien)).
Darüber hinaus ist umstritten, ob das Reich von Aratta tatsächlich um den Urmiasee herum lag, wie es David Rohl für seine Hypothese annimmt. Andere Forscher lokalisieren es anderswo im Mittleren Ostens. In neuerer Zeit wird dabei häufig an Fundstätten in der Stadt Dschiroft im Südostiran gedacht.